# Observatorio Dudley

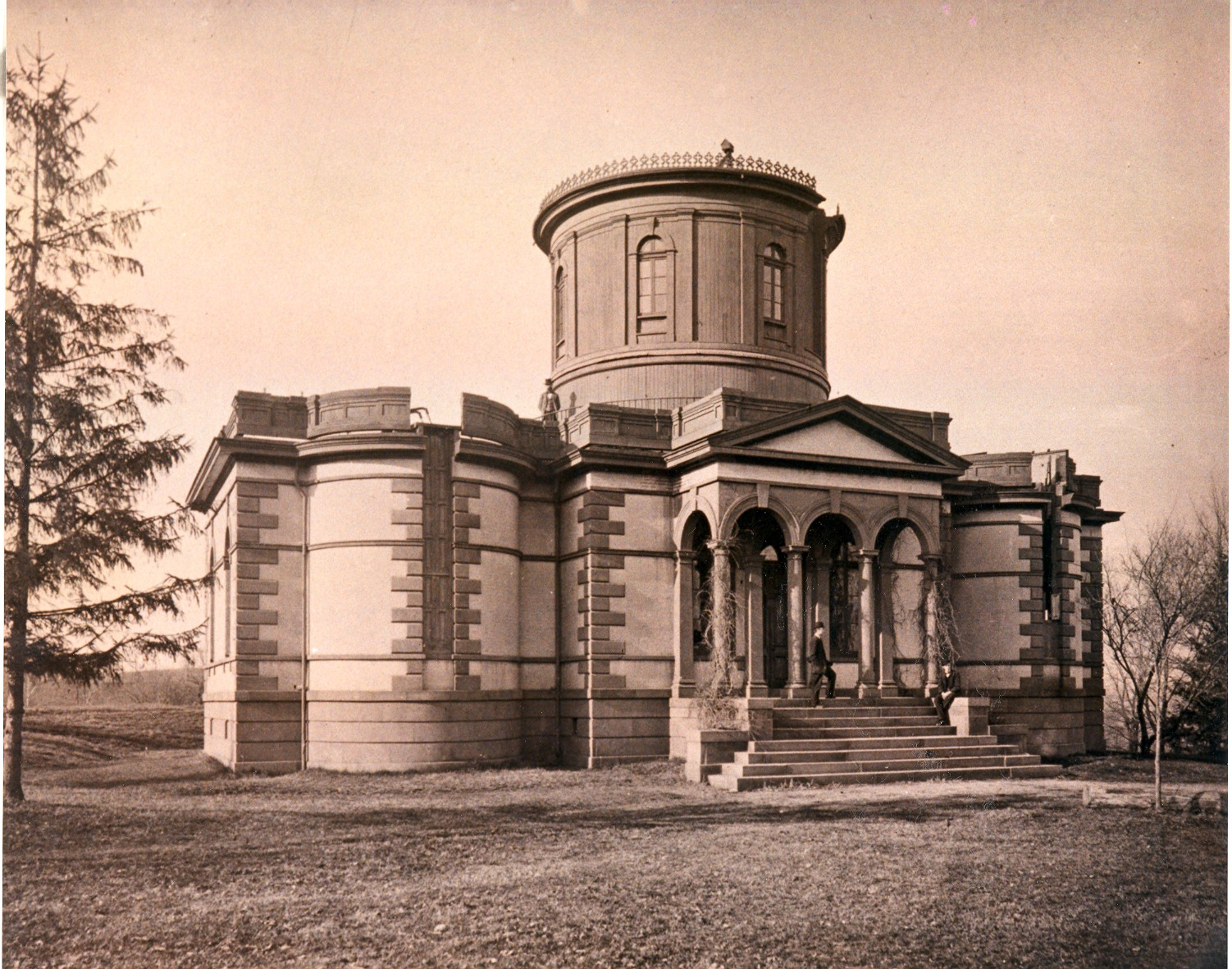
El primer edificio del observatorio (c.1880)

El Observatorio Dudley (nombre original en inglés: Dudley Observatory) está situado en Schenectady (Nueva York). Forma parte de la coalición de instituciones de la Union University. Fundado sobre una colina junto a Albany en 1852, en 1893 se trasladó al sur de la ciudad, y en 1963 se instaló en un edificio de oficinas cercano a su emplazamiento actual. Desde 2015 sus fondos se han integrado en el Museo de la Innovación y de la Ciencia de Schenectady.

## Historia
Originalmente localizado en Albany (Nueva York), el proyecto de este observatorio astronómico fue aprobado el 11 de febrero de 1852 por el Senado del Estado de Nueva York, y el 3 de abril de 1852 por la Asamblea del Estado de Nueva York.
El observatorio astronómico propiamente dicho ha operado en dos emplazamientos distintos desde su fundación. El primer observatorio se empezó a construir en 1852, situado en una elevación al noreste del centro de Albany, en un lugar localmente conocido como "Goat Hill". Todavía sin completar, el edificio se puso en servicio el 28 de agosto de 1856, con Edward Everett pronunciando el discurso inaugural. En la década de 1890, el tráfico del ferrocarril alrededor del edificio original había crecido tanto que las vibraciones afectaban a los instrumentos astronómicos. El edificio original se vendió a la ciudad de Albany, y se adquirió una nueva propiedad en los terrenos de la Casa de Caridad de Albany, donde se construyó un nuevo edificio, segunda sede del observatorio.
Desde su fundación hasta 1940, el observatorio se dedicó fundamentalmente a la compilación de catálogos estelares, salvo en un periodo en el que estuvo cerrado alrededor de 1873 debido a la crisis económica causada por la guerra civil estadounidense. Sin embargo, en 1901 la Fundación Carnegie dotó de fondos regularmente al observatorio, lo que le permitió abordar un nuevo catálogo con la posición exacta de unas 30.000 estrellas, llegando a establecer un observatorio auxiliar en San Luis (Argentina) para completar los datos del firmamento del hemisferio sur. Entre 1900 y 1940, Dudley empleó a centenares de "mujeres-calculadoras" en la minuciosa tarea de procesar manualmente los datos obtenidos a partir de placas fotográficas.
Tras la Segunda Guerra Mundial, Dudley comenzó a orientarse para realizar trabajos relevantes relacionados con la carrera espacial, apartándose de la astronomía clásica. En consecuencia, se vendió el segundo observatorio al Centro Médico de Albany en 1963, adquiriéndose un edificio de oficinas en el número 100 de Fuller Road, cerca de la Universidad de Albany. Este proceso por etapas duró hasta el fin de la carrera espacial, cuando se terminó la financiación de la NASA. La oficina de Fuller Road se alquiló a la Universidad en 1976. El Observatorio pasó por varios traslados, acabando en un edificio de oficinas en Schaffer Heights, Schenectady.
La institución pasó de estar directamente implicada en la investigación, a convertirse en una fundación educativa. En 2013, la administración y las colecciones del Observatorio se trasladaron al Museo de la Innovación y de la Ciencia de Schenectady.
Mientras Dudley se mantuvo operativo, fue la institución no académica más antigua de investigación astronómica de los Estados Unidos.
El Observatorio Dudley recibió este nombre en honor de Charles E. Dudley, un antiguo Senador de los Estados Unidos (1828-1833) muerto en 1841, cuya viuda Blandina Bleeker donó una considerable suma económica destinada a fundar la institución.